# Santuario Diocesano de Nuestra Señora de Guadalupe
El Santuario Diocesano de Nuestra Señora de Guadalupe o Santuario Guadalupano es un santuario católico dedicado a la Virgen de Guadalupe, ubicado en la ciudad mexicana de Zamora de Hidalgo en el estado de Michoacán. Es considerado como el recinto religioso con las torres más altas de México, con 107,5 m. El 2 de febrero de 1998 cumplió un centenario de existencia y su inauguración fue el 12 de diciembre de 2008. El recinto es representativo del nuevo orden neogótico que llegó a México en la segunda mitad del siglo XIX y es considerada concatedral de la Diócesis de Zamora.

## Historia

### Antecedentes
La llegada del neogótico a México responde principalmente a las necesidades de una Iglesia hostigada por los gobiernos liberales de a mediados del siglo XIX que, entre otras cosas, legitiman la expropiación de sus bienes. Dado a ello, la iglesia mexicana requería de una notoriedad para refrendar su presencia y vigencia en la sociedad, en vista de seguir siendo la protectora moral y el baluarte de la fe para la población. De tal modo se sirve del neogótico, específicamente del ideal anglosajón, que tiene como aspiración construir hitos urbanos que marquen el éxito y la consolidación de las naciones. La importancia de mantener presencia se verá reflejado en las dimensiones y en la magnificencia de sus recintos sacros, que los convertirá no solo en templos de la fe, sino en símbolos de presencia y de poder real y espiritual, haciendo también uso de advocaciones populares para esos propósitos. Asimismo, las élites veían en la apropiación del neogótico una forma de modernidad y de acercamiento a las élites estadounidenses y europeas.
Con la fundación de la Diócesis de Zamora en 1862 (al emanciparse de la Arquidiócesis de Morelia), el Sr. José Antonio de la Peña, primer obispo, encontró más adecuado para la sede episcopal al templo parroquial, el cual se encontraba inconcluso y se tuvo que adaptar y concluir para servir como catedral. En 1867 se consagró pero no pudo funcionar cabalmente debido a la presencia de problemas técnicos y estructurales.
Surge así la idea de la construcción de una catedral que cumpliera con las necesidades propias de una diócesis cuya extensión abarcaba hasta Lázaro Cárdenas; donde se pudiera atraer a los feligreses de las regiones más apartadas. Con la recuperación del protagonismo social de la Iglesia en la paz porfiriana esto se hace más posible. Por ejemplo, se expanden las ciudades y a su paso se embellecen: se les dota a los templos extensos espacios en sus frentes que destaquen su carácter primordial en la vida de la ciudad.

### Primera etapa
La obra de la nueva catedral da inicio el 2 de febrero de 1898 (Fiesta de la Candelaria) siendo obispo de la Diócesis de Zamora el Excmo. Sr. D. José María Cázares Martínez. El proyecto hacía frente al fenómeno de la secularización y manifestaba un símbolo de emancipación al poder político y religioso de Morelia.
Esta primera parte de la obra es atribuida al alarife Jesús Hernández Segura, hombre nacido en Zamora en 1856.

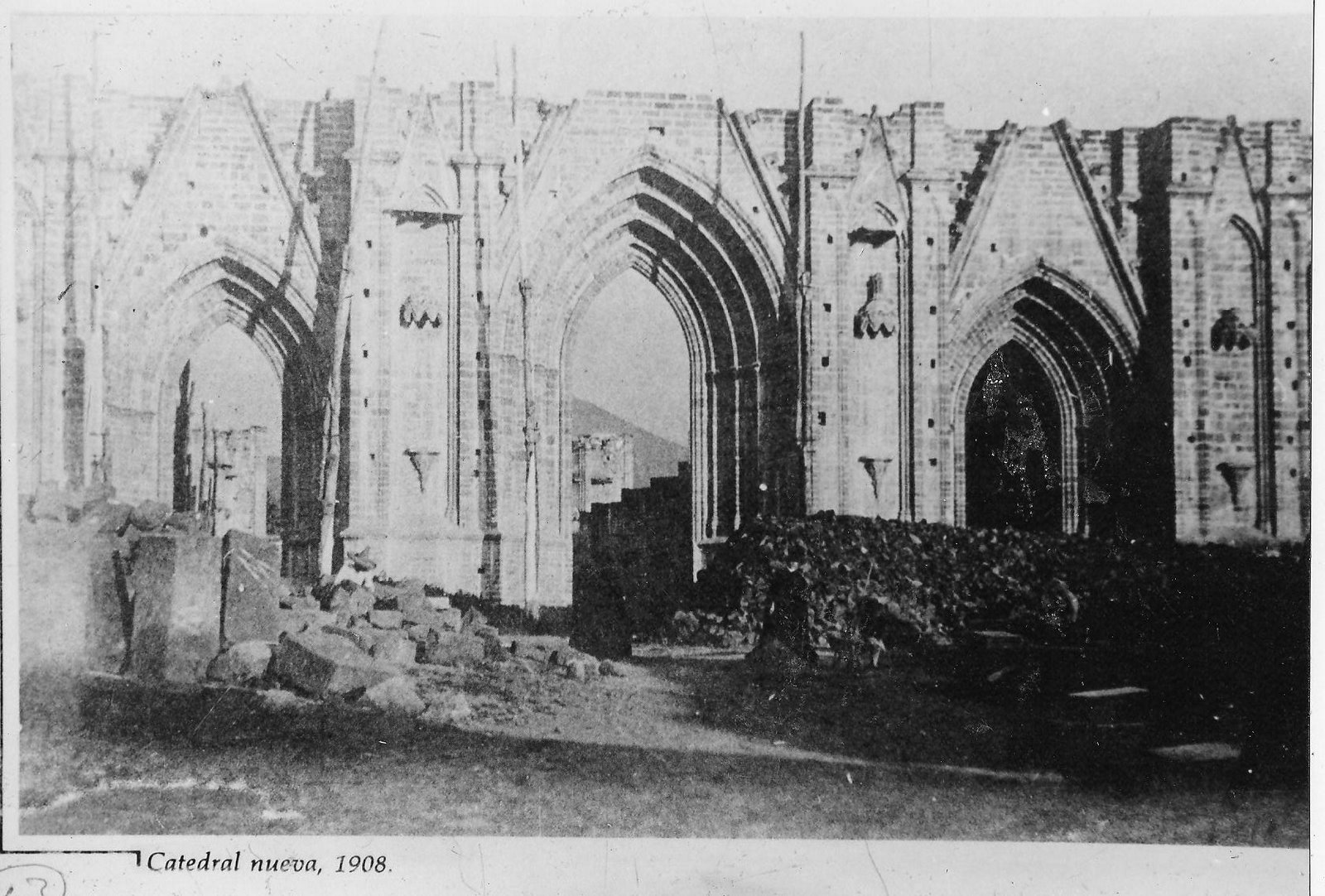
La catedral en construcción.

El estilo que se adoptó para esta nueva sede episcopal fue el neogótico, aunque no está claro quién tomó la decisión. Sobre esto, Checa comenta que parece ser que los arquitectos son los que imponen el estilo, aunque los clérigos y los maestros de obra contribuyan también en la elección. Así, puede que Hernández Segura sea el que determinó el estilo, puesto que en sus otras obras recurrió al neogótico. Sigaut se decanta más a la opción de que fue el propio obispo Cázares el que impuso el estilo, ya que es probable que conociera las catedrales góticas de Europa, y su decisión respondiera más a cuestiones de gusto. De todos modos, desde 1870 en el Bajío se estaban construyendo templos del mencionado estilo, por lo que la intención de mimetismo es también probable.
Uno de los mayores problemas al inicio de la construcción fue la cimentación. En esos días el manto freático se encontraba bastante cerca del suelo y los cimientos debían de encontrarse a 6 metros de profundidad. Más de 300 hombres estuvieron trabajando en la obra. La cantera que se utilizó se llevó desde el cerro de Jaripo (Villamar), y gracias a la cercanía de la vía del tren se aceleró su transporte. Se estuvo trabajando intensamente durante 16 años, tiempo en el que se construyó la primera serie de muros y se techaron cuatro de las naves.

### Abandono
La Revolución mexicana trajo problemas y enfrentamientos a todo el país. En 1914 los trabajos de construcción se suspendieron por problemas derivados de la Revolución y la Guerra Cristera; al dar aviso a los obreros de que regresaran a sus casas, la construcción de la nueva catedral quedó suspendida por tiempo indefinido.  
Al interrumpirse la construcción, algo menos de la mitad de la catedral estaba terminada debido al tamaño colosal del recinto, por lo que la edificación quedó «inconclusa». Los conflictos y la Guerra Cristera obligaron a la catedral en construcción a convertirse en la sede del ejército, a quienes se atribuye la pérdida de todos los planos de la catedral, los originales y las copias que jamás se volvieron a ver; sólo quedó un dibujo con la fachada original y un plano general de la construcción.

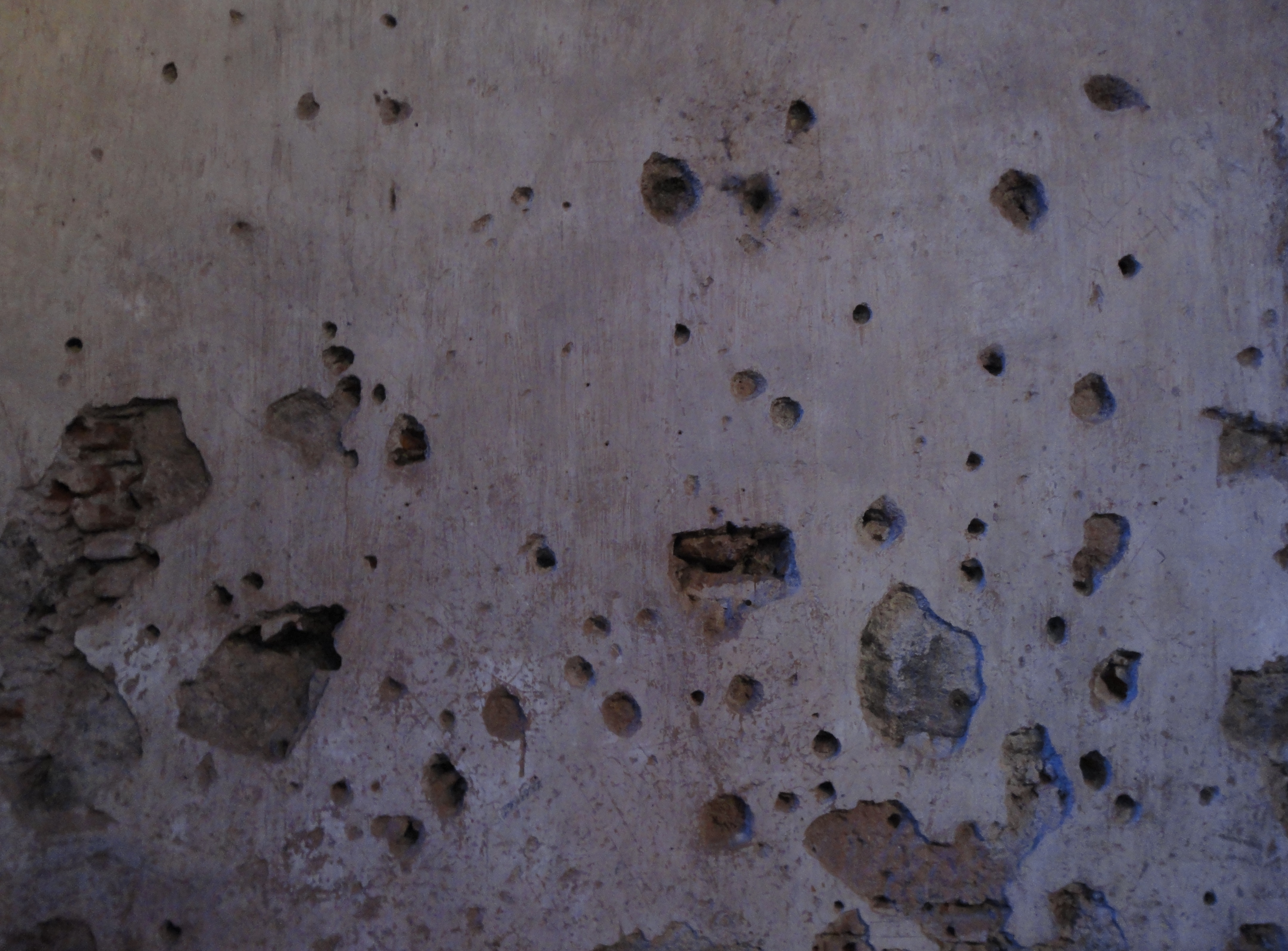
Muro de castigo con impactos visibles.

Durante el inicio de su abandono, desapareció mucha cantera que todavía estaba guardada, además de que se hicieron serios daños a los nichos de los pilares y a los muros. El ejército aprovechó una de las paredes de piedra junto a ábside para convertirla en muro de castigo, donde probablemente cientos de personas murieron por su fe. El muro aún permanece intacto.
La catedral inconclusa se expropió el 20 de noviembre de 1940 a través de un decreto presidencial del Gral. Lázaro Cárdenas del Río con los argumentos de que Zamora contaba con suficientes templos, que la construcción era una carga económica para los fieles y que había necesidades civiles de mayor urgencia, por lo que el inmueble se destinaría a un museo. Durante más de setenta años la nueva catedral fue utilizada para usos muy diversos. Después de la Revolución mexicana y los problemas con el gobierno federal, la catedral fue transformada en vecindad de cientos de personas de bajos recursos, quienes hicieron que el recinto quedara en ruinas, destrozando lo pocos nichos que quedaban y tirando basura que se acumuló en las orillas de las capillas. Fue también una escuela y, en los últimos años, era el estacionamiento de los camiones que recogían la basura de la ciudad.

### Segunda etapa
Después de muchos intentos por recuperar la catedral, el 27 de abril de 1988, el monseñor José Esaúl Robles Jiménez (octavo obispo de la diócesis) logró rescatarla. Un año después decidió dedicarla a la Virgen de Guadalupe y le dio el estatuto de «Santuario Diocesano». Para Martín Checa, el Concilio Vaticano II tiene una influencia significativa en la reanudación de diversos templos inconclusos de estilo ecléctico y neogótico, que a principios del siglo XX habían sido detenidos en la Cristiada y el periodo revolucionario, ya sea por estos sucesos o por falta de recursos para su culminación. En ellos se mantiene el estilo constructivo original pero varios de sus elementos y mobiliario se elaboran siguiendo los lineamientos modernistas del concilio.   

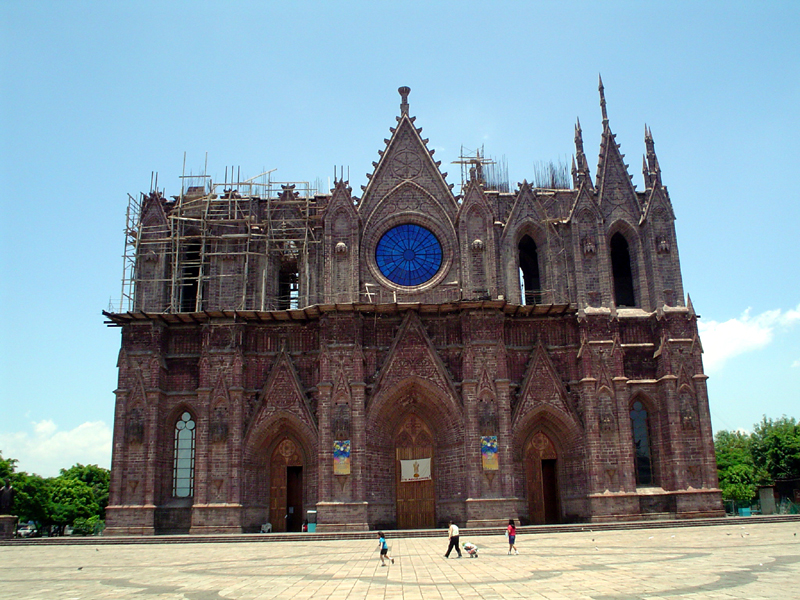
Fachada sin terminar.

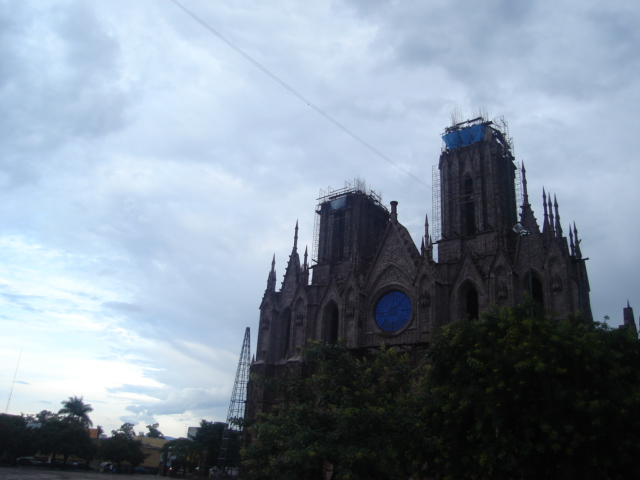
Construcción de las torres.

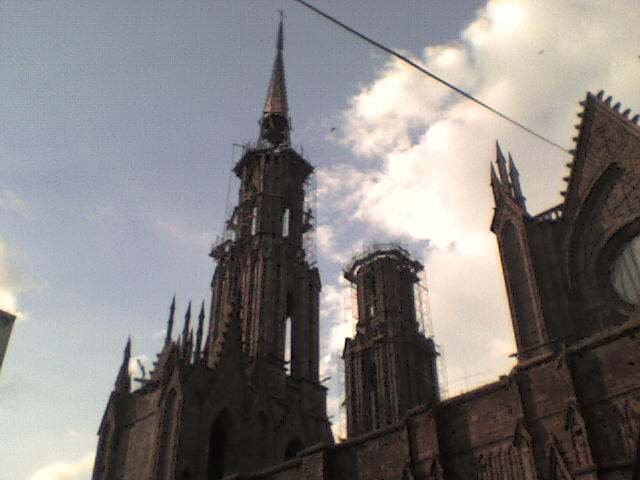
Las torres cerca de concluirse.

De la catedral inconclusa se hizo cargo el arq. Manuel Guzmán Vázquez, que junto con el arq. Francisco Bryant Rodríguez se van a encargar inicialmente de la recopilación de material sobre el santuario. Al trabajo se incorporaron el arquitecto José Ángel López y el ingeniero Jorge Ursúa. Cabe destacar que el Arq. Pedro Ramírez Vázquez se había ofrecido a completar el proyecto años antes, cuando estaba al frente de la Secretaría de Asentamientos Humanos y Obras Públicas (SAHOP) del gobierno federal. En 1988 el Mons. Robles, cuando aceptó los servicios del arq. Manuel Guzmán, le dio instrucciones de ponerse en contacto con Ramírez Vázquez, con el fin de que supervisara los trabajos; nunca apareció porque jamás se le llevó ningún plano (conditio sine qua non para participar en el proyecto).
De las primeras tareas que se realizaron fueron la limpieza del complejo y el retiro del material sobrante de la primera etapa; la restauración de las naves, arcos torales y formeros que corrían el riesgo de colapsar; la apertura de bajantes, gárgolas y montado de ductos; y construcción de contrafuertes, entre otras tareas. Al Instituto Nacional de Antropología e Historia (INAH) se les presentó desde el 30 de mayo de 1989, 2 juegos de 16 láminas con la proposición del proyecto, planimetría del proyecto y soluciones, planimetría actual, memoria descriptiva del plan de trabajo y un juego de fotos de la construcción como se encontraba en el momento, los cuales fueron recibidos en la sede de Morelia. El 1 de agosto de 1989 la «Subdirección de Licencias, Inspección y Registro de Monumentos Históricos» del INAH respondió con un análisis del material presentado: lo primordial era aislar completamente el edificio del deterioro, cerrando la nave central y el transepto y colocando ventanales y puertas; mientras tanto, se arreglarían el atrio y el piso del santuario.
Como iba creciendo la obra las necesidades se multiplicaban, por lo que se conformó un «Consejo Técnico», que se encargaría de tomar las decisiones. El Patronato invitó al Ing. Carlos Vargas Magaña; al Arq. Jorge de Aguinaga y al Arq. Octaviano González para formar el consejo. En 1995 el Arq. Manuel Guzmán dejó de ser el director de la obra y la responsabilidad pasó a manos del Ing. Carlos Vargas.  Cuando entró en funciones el noveno obispo de la diócesis de Zamora, Carlos Suárez Cázares, invitó al Dr. Carlos Chanfón Olmos, coordinador de Postgrados de Arquitectura en la UNAM para que diera supervisación, gracias a su especialidad en gótico.

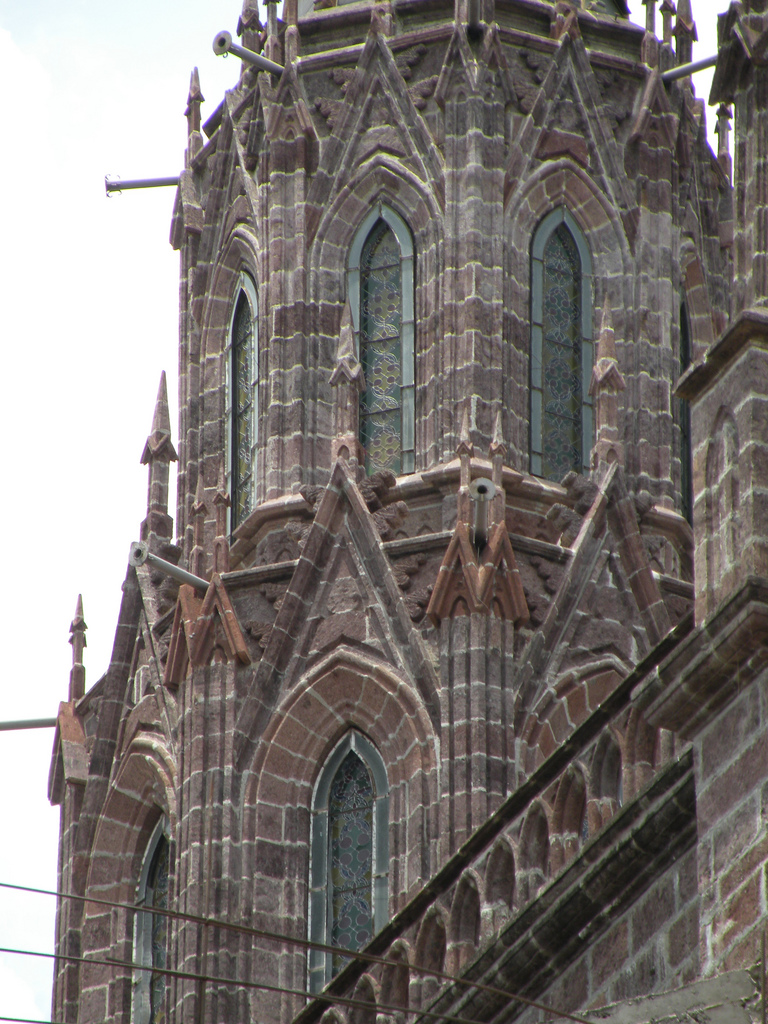
Vista central de la aguja del crucero.

El Consejo Técnico, entre otras acciones, fue rectificando algunas inconsistencias de los planes originales de la obra, como la cúpula sobre el transepto; se llegó a un arreglo junto con el INAH Michoacán para construir una aguja en lugar de la cúpula.
En febrero de 1997 se unió a la obra el arq. Gabriel Chávez de la Mora, que se encargó del diseño del presbiterio, el baptisterio, el sagrario, parte de la capilla del Santísimo y del Señor de la Misericordia y algunos vitrales de la fachada, siguiendo los nuevos lineamientos del Concilio Vaticano II (1962-1965) en cuanto a la disposición de los espacios y los elementos de arte sacro.
Desde que se reactivó la construcción en 1988 surgieron varias propuestas diferentes al plan original. Una de ellas contemplaba techar el edificio sin las torres a la altura del primer nivel (20 m), debido al miedo de que las columnas no pudieran sopotarlas. En 1995 la Comisión de Arte Sacro volvió a presentar el mismo planteamiento cuando los estudios de mecánica de suelos se realizaban. Los resultados del estudio revelaron que las columnas que soportarían las torres podrían recibir casi 400 toneladas  (una gran capacidad de carga), por lo que el plan original podría ser implementado sin ningún problema.
En 1995 se terminó de remodelar el atrio, que se lo convirtió en una explanada donde anteriormente se encontraba un jardín
El santuario fue inaugurado el 12 de diciembre de 2008, al haberse concluido las torres. En marzo de 2009 fueron terminados los trabajos de iluminación que estuvieron en manos de la empresa «Citelum de México».

### Patronato
Al final del sexenio del entonces presidente de México, Miguel de la Madrid, el obispo Robles Jiménez recuperó el templó, y la primera exigencia fue constituir un patronato que velara por él. En 1988, un conjunto de fieles, alentados por el presbítero Raúl Ventura Navarro, establecieron el «Patronato Pro Construcción de la Obra Inconclusa» con el fin de reactivar la obra de la nueva catedral, pero con la designación de Santuario Guadalupano. El patronato duró años reuniéndose semanalmente, analizando iniciativas; se hicieron rifas y concursos para reunir recursos para la reconstrucción de la catedral. Además, intervinieron en las decisiones constructivas, especialmente el presbítero Ventura.
Algunos de los integrantes del patronato que se formó para la construcción del recinto fueron:
- Sr. José Anaya
- Presbítero Eugenio Belmontes
- Dr. Carlos Chanfón Olmos
- Arq. Manuel Guzmán Vázquez
- Lic. Arturo Laris
- Sra. Martha Linares
- El cura párroco Rubén Godínez
- Mons. Carlos Suárez Cázares (exobispo de Zamora)
- Presbítero Raúl Ventura Navarro

## Datos relevantes

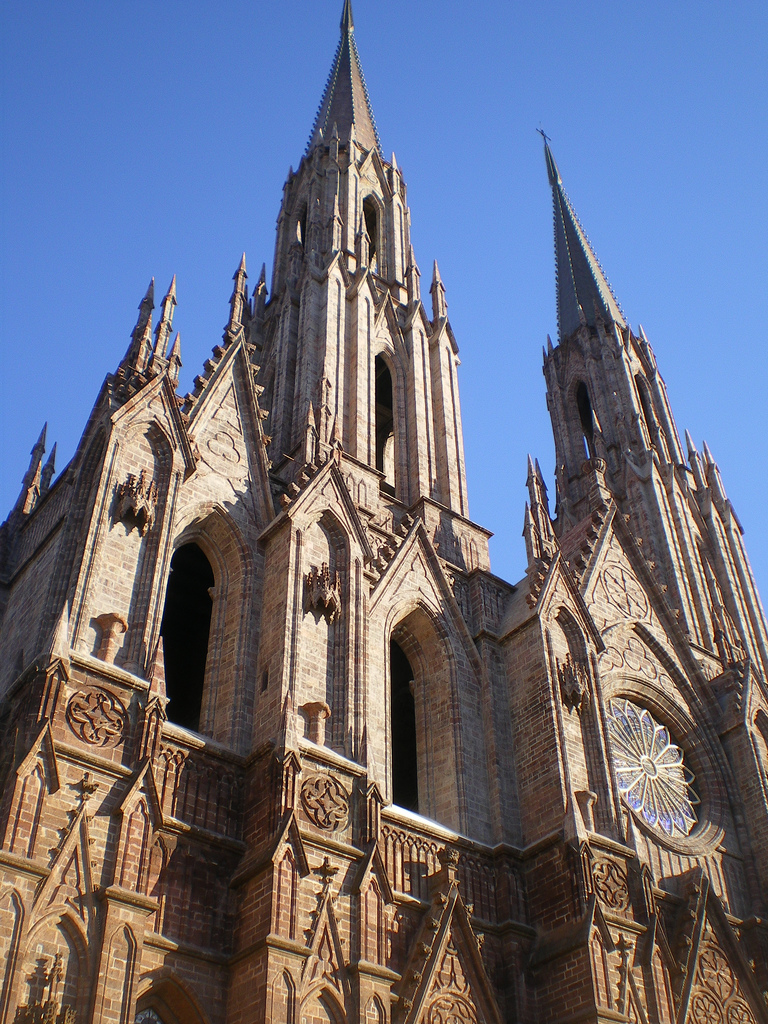
Torres de 105 m de altura.

El Santuario Guadalupano, por sus dimensiones, está considerado:
- la catedral más alta del país, con 107,5 m de altura (torres más las cruces que las coronan), y también el recinto neogótico mexicano más grande.[1]
- la 6.ª iglesia más alta en el continente americano (después de la Basílica del Santuario Nacional de la Inmaculada Concepción en Washington (140 m), la Catedral de Maringá en Brasil (124 m), Riverside Church en Nueva York (119 m), la Catedral basílica de Nuestra Señora del Rosario de Manizales en Colombia (113 m) y la Catedral de La Plata en Argentina (112 m). Es la 5.ª más alta si solo tomamos en cuenta las de culto católico, ya que Riverside Church en Nueva York es bautista);
- el 9.º complejo religioso de estilo neogótico más grande del mundo;[1]
- la 10.ª iglesia más grande en superficie en el continente americano con sus 5414,58 m² (después de San Juan el Divino en Nueva York (11 240 m²), la Basílica de Santa María de Guadalupe en la Ciudad de México (8147 m²), la Catedral de Río de Janeiro (8000 m²), la Catedral de San Pedro y San Pablo en Washington (7711,91 m²), la Basílica del Santuario Nacional de la Inmaculada Concepción, también en Washington (7500 m²), la Catedral de la Inmaculada Concepción en La Plata (6968 m²), la Catedral Metropolitana de México (6732 m²), la Catedral de Nuestra Señora de Los Ángeles (6038 m²) y la Catedral Metropolitana de São Paulo (5700 m²).

## Descripción arquitectónica

### Exterior

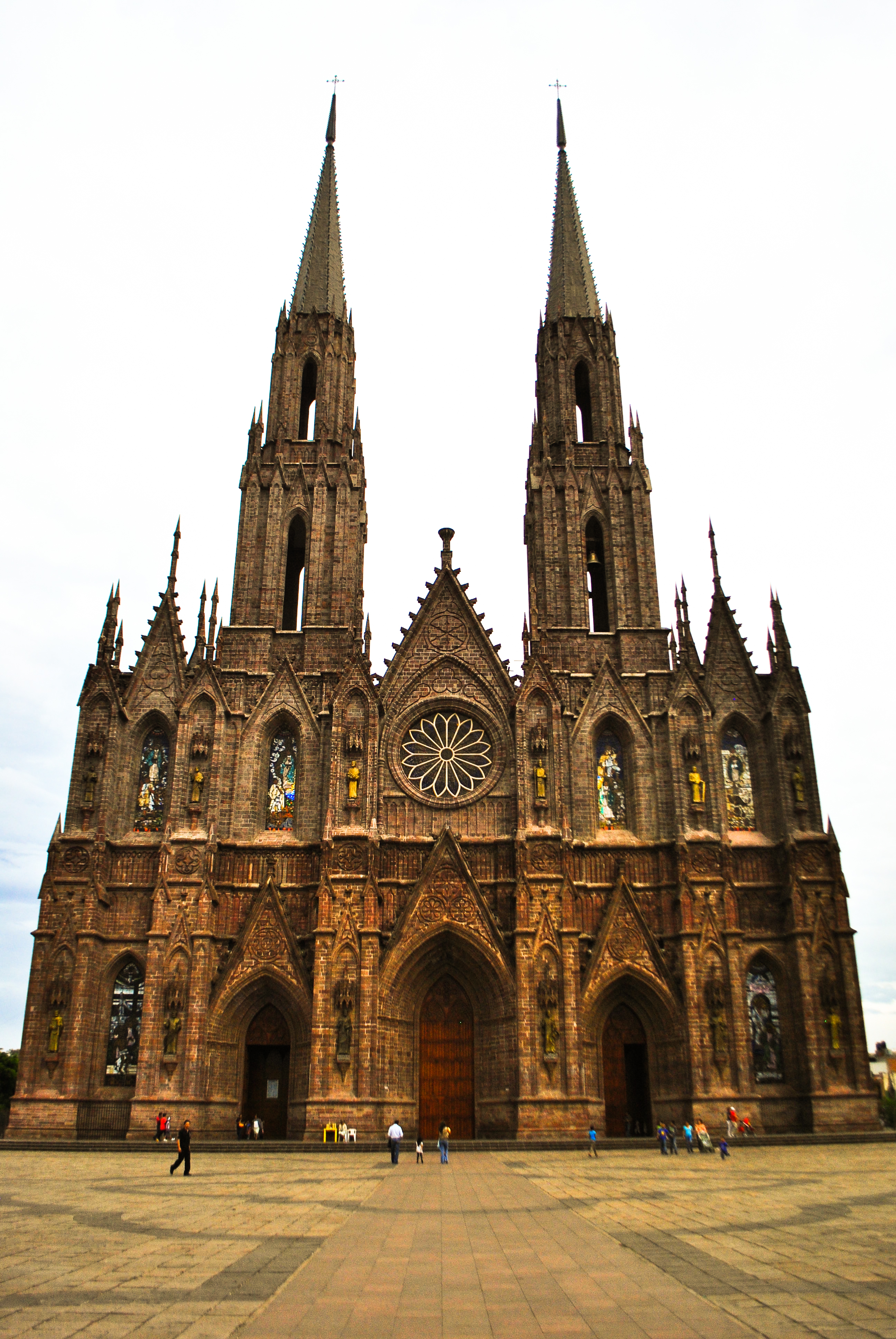
Fachada y atrio del Santuario.

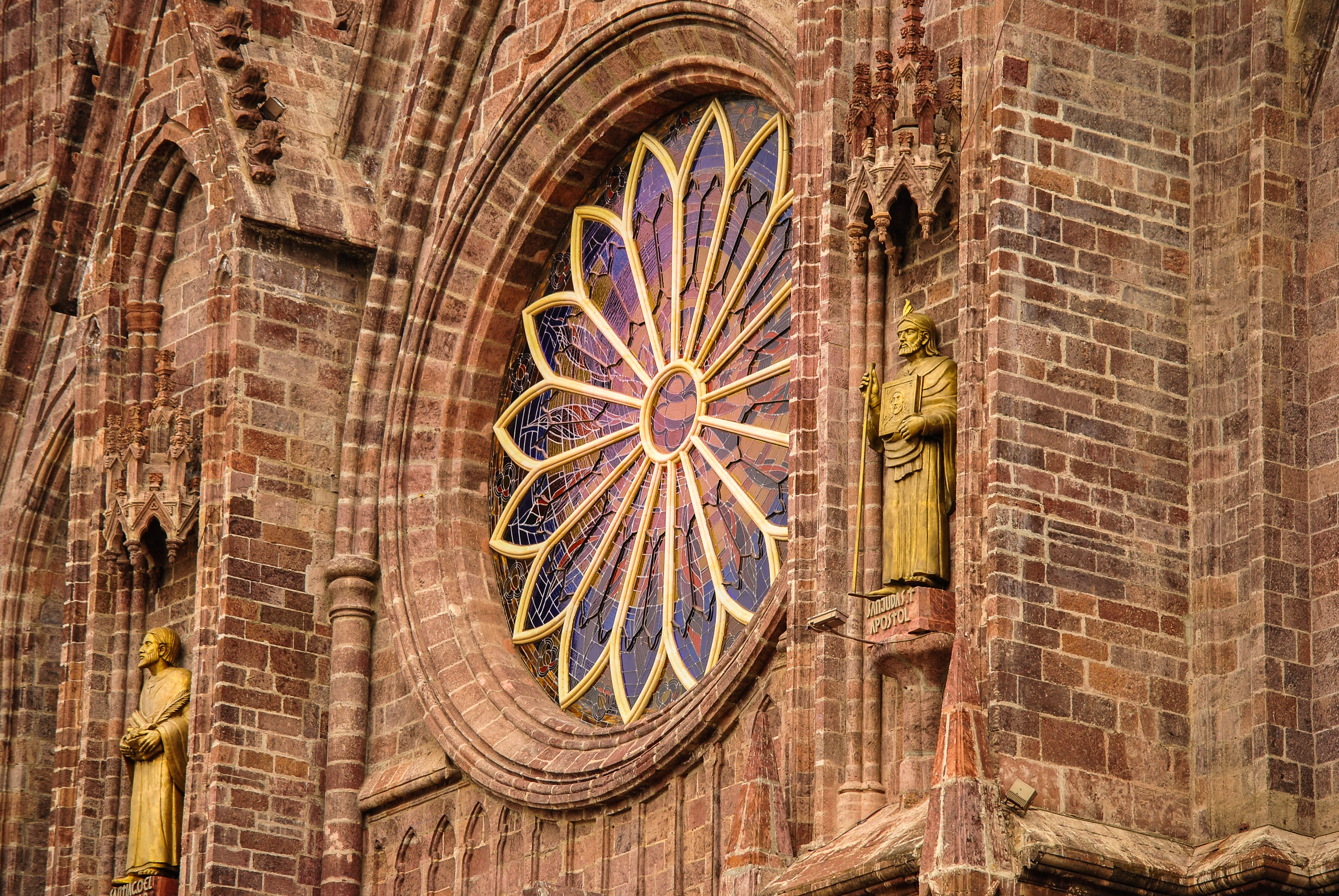
Rosetón del Santuario y hornacinas con santos visto desde afuera.

El área total del conjunto destinado al Santuario Guadalupano (recinto, atrio y anexos) excede las 2 hectáreas. El edificio religioso presenta una superficie de 5414,58 m² construido; para el atrio se destinaron 6801,74 m². Las dimensiones del recinto son de 95 m de largo, 57 m de ancho, y de alto cada una de sus dos torres miden 107,5 m. El peso del edificio es de aproximadamente 310 000 toneladas. La piedra con que está construido el edificio es cantera de tono rojizo, la cual fue extraída del cerro del Jaripo y sólo en algunas ocasiones fueron traídas del estado de Querétaro.
El Santuario cuenta con nueve accesos para el público: tres en la fachada principal y tres en cada una de las fachadas laterales. Además, dispone de otros dos accesos para el ingreso de servicios.
En toda la estructura de cantera se encuentran diversas formas decorativas como lo son el trifolio, el cuadrilóbulo, así como elementos que se asemejan a una triqueta.

#### Fachada principal
La fachada consta de tres portadas flanqueadas por pilastras y seis grandes ventanas para vitrales, además de un rosetón que destaca al centro de la fachada de 6.5 m de diámetro. Todos los elementos se encuentran engabletados y la mayoría rematados con pináculos. Entre las portadas se encuentran hornacinas góticas de cantera donde se encuentran acomodados diversos santos.

#### Fachadas laterales
Cada una de las fachadas presentan tres portadas de acceso flanqueadas por pilastras rematadas por uno o dos pináculos y un rosetón de cantería de 5.5 m de diámetro flanqueado por dos grandes columnas rematadas con tres pináculos; además, presenta cuatro ventanas para vitrales. Las portadas, el rosetón y las pilastras se encuentran engabletados.    

#### Las torres
En la fachada principal se destacan dos torres que enmarcan la nave central, lo que le da un aspecto diferente a comparación de la mayoría de los templos, puesto que éstas generalmente se sitúan al final de la fachada dándole un aspecto diferente de la gran mayoría de los templos; ya que por lo general las torres las ubican en los extremos de la fachada.
Las torres se componen de una galería como base, la cual es el cimiento principal y el sitio donde descansan los nervios principales de la torre; después le sigue el campanario; el tercer elemento es la segunda galería de la torre; el cuarto, es el chapitel de acero de 25 m que está cubierto con una capa de aleación de cobre y estaño, dando un brillo elegante por las mañanas y un sombrío y armonioso efecto de piedra por las noches; el último elemento de la torre es la cruz que remata y el pararrayos, con lo que llega así a la altura de 107.5 m del recinto.

#### Atrio
Frente a la fachada principal se ubica una gran explanada cuadricular adoquinada en cantera, delimitada por una reja atrial de herrería y apoyos de cantera en estilo neogótico.

### Interior

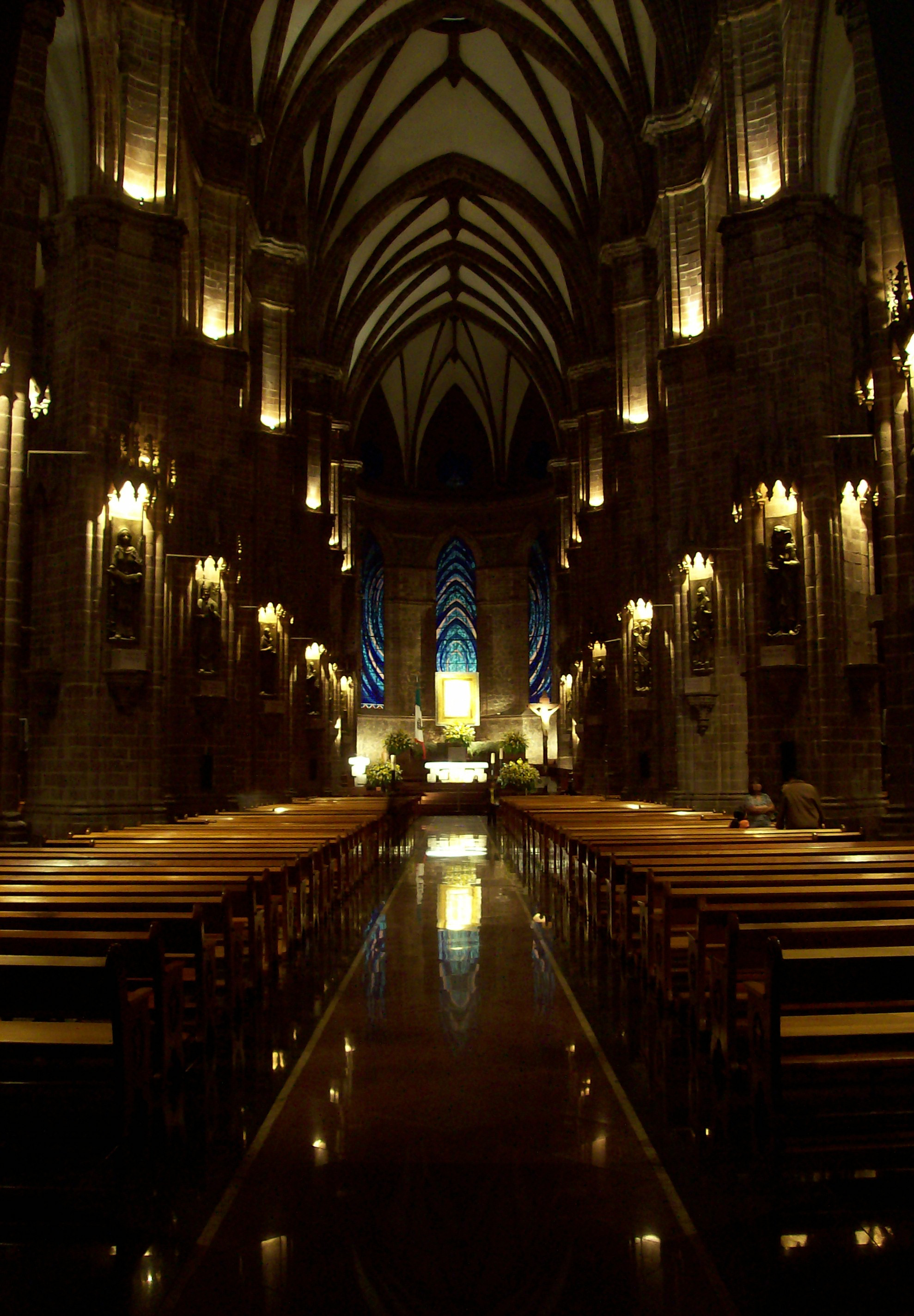
ILa nave central durante la noche.

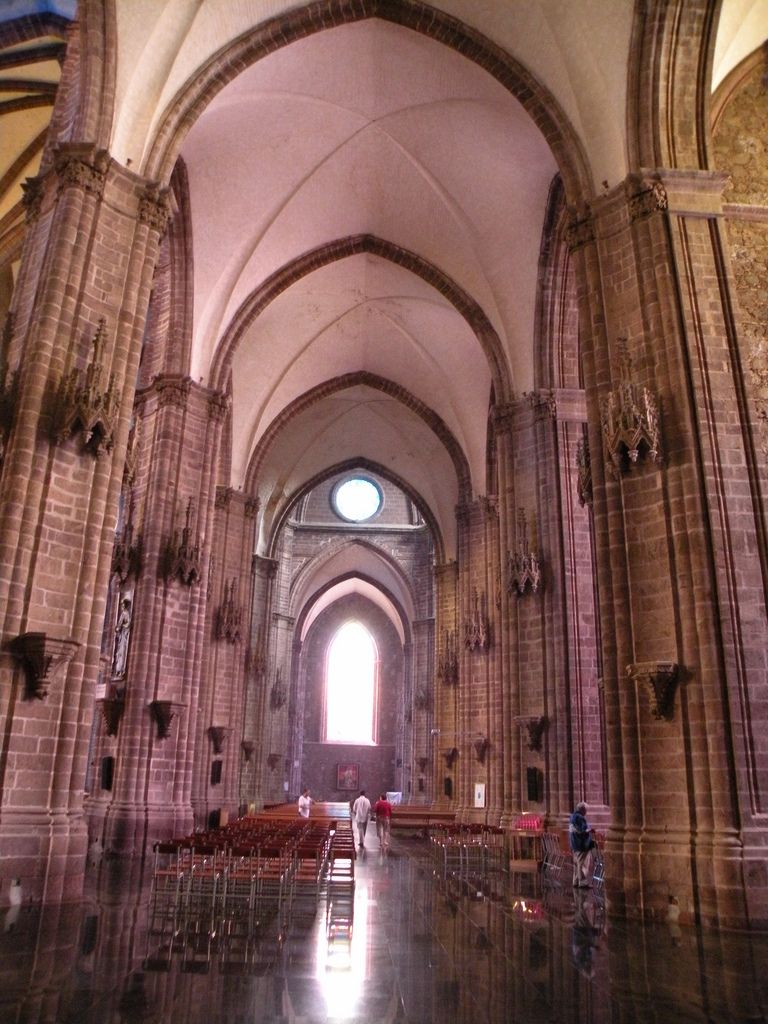
Interior de una nave lateral.

El Santuario está construido siguiendo una planta tipo basilical y consta de cinco naves y un transepto. Las cinco naves están sostenidas por 36 pilastras y dos de ellas están destinadas a albergar capillas laterales. La nave central y el transepto tienen una altura de 34 m y las naves laterales de 20 m. La aguja del crucero tiene una altura de 64 m. La nave central mide 34 m y las laterales 20 m. Para sostener las cinco naves, así como la aguja del crucero y las dos torres, son indispensables las 36 pilastras del Santuario, junto con los muros perimetrales que le dan estructura. El suelo del recinto es granito color rojo y esmeralda traído de la India. El interior presenta una iluminación escénica integral que resalta sus columnas y bóvedas.

#### Puertas
Están realizadas en madera de caoba, y están ornamentadas con una variedad de figuras y motivos en bajo y alto relieve característicos del gótico pero adaptadas y creadas con un toque especial por los artesanos zamoranos de aquella época. Presentan un diseño sobrio y elegante. 

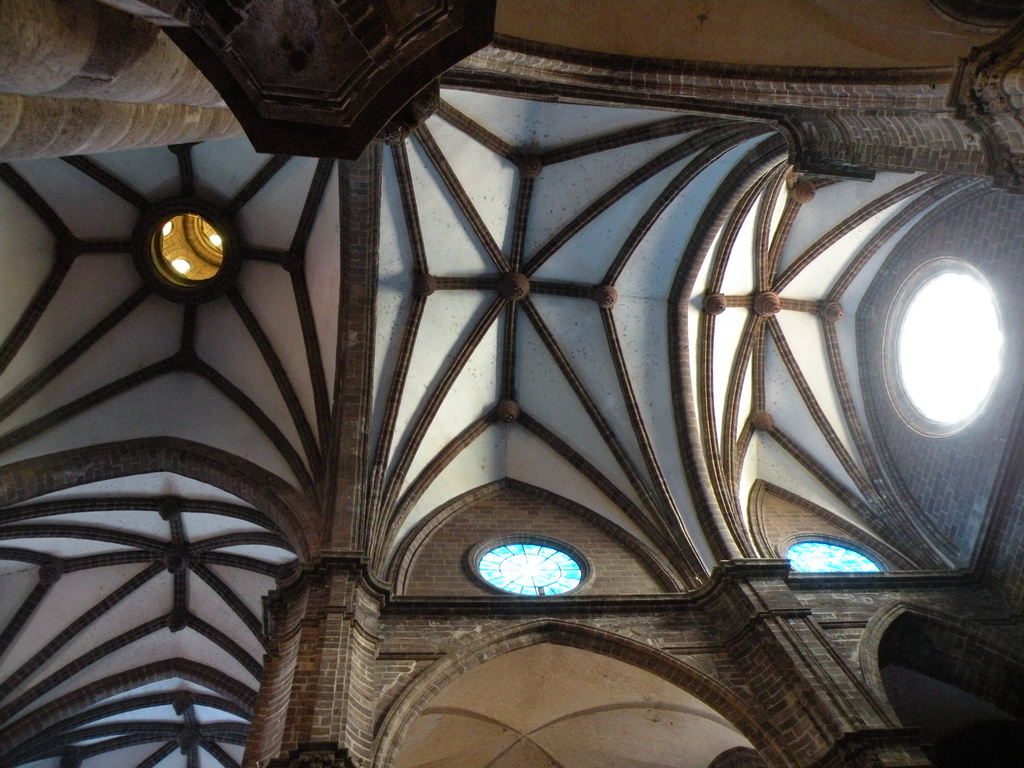
Bóvedas de la nave central.

#### Nave central y transepto
Las bóvedas de la nave central y el transepto están compuestas por doce nervaduras de cantería. La bóveda del crucero (intersección de la nave central con el transepto) está 4 m más alta que sus cuatro colindantes, y está rematada en el centro por una luneta de cantería. Sobre esta bóveda se desplanta un elemento arquitectónico característico del gótico: la «aguja», la cual tiene una altura de 65 m desde el nivel del suelo.

#### Naves laterales
Las bóvedas de las naves laterales, que corresponden a la construcción primitiva, están forjadas totalmente de tabique traído de Francia, ya que en la época en que fue colocado este tipo de tabique no se fabricaba en México.

#### Órgano monumental

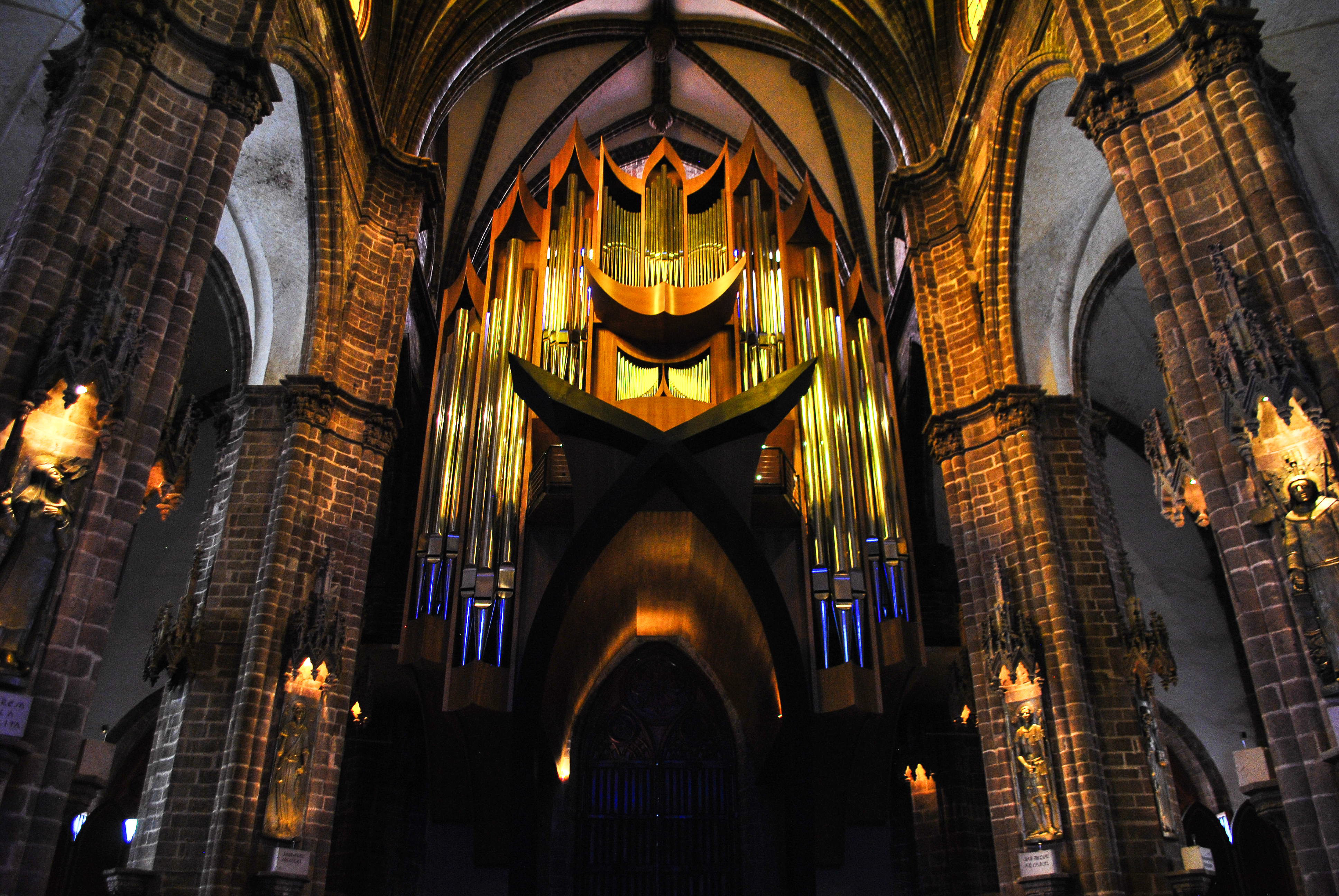
Órgano del Santuario.

El Santuario Guadalupano posee un órgano monumental tubular de 65 toneladas, con 12 metros de largo, 16 metros de alto y 3500 flautas. Fue realizado en Alemania por la firma «Alexander Schuke Postdam Orgelbau GmbH». Su diseño presenta un estilo moderno con inspiración en el neogótico. Se ubica en la nave central, sobre la puerta principal. Su inauguración ocurrió el 15 de junio de 2008 y fue bautizado como «Misa Milagrosa».

#### Ambón

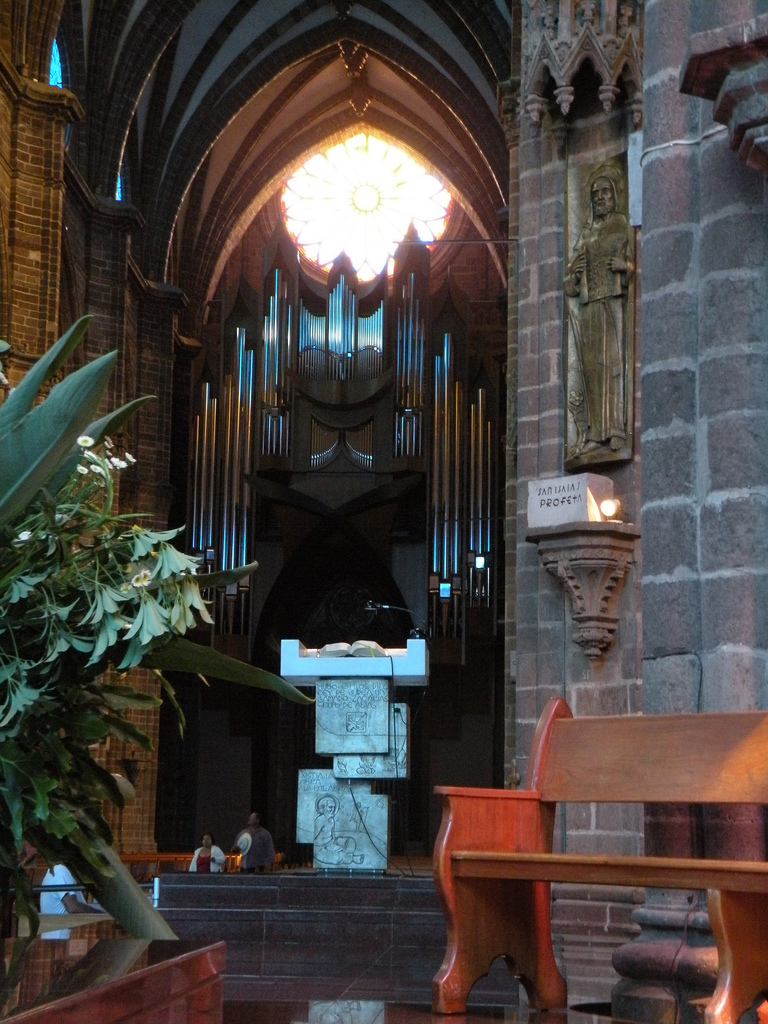
Ambón y el órgano.

Es el atril fijo donde se leen las lecturas. Presenta un diseño modernista y está compuesto por una base conformada por cuatro cubos de bronce entrelazados, rematada por una placa de mármol blanco. Los cubos representan a los 4 evangelistas como el Tetramorfos: el hombre alado, el toro, el león y el águila. Para ello se hace uso de elementos iconográficos alusivos.

#### Capillas
Cuenta con un total de 8 capillas, 4 de cada lado, que se acceden a un costado de las naves laterales. Las capillas están destinadas a lo siguiente:
- dos capillas de criptas: están situadas en la entrada del Santuario a modo de capilla y en suma contienen 2800 criptas;[19]
- capilla del Sagrario: presenta un sagrario en forma de caja con un diseño sencillo, sobre él que se levanta un baldaquino en forma de aguja gótica, realizada en cobre y bronce (de 5 m de altura) que tiene en la parte inferior una paloma que representa al Espíritu Santo y remata con la cruz y el cordero;[31] En la parte posterior se encuentra un retablo de 8 ángeles de bronce;[31]
- capilla a la Divina Misericordia;
- capilla del Bautizo.

#### Vitrales

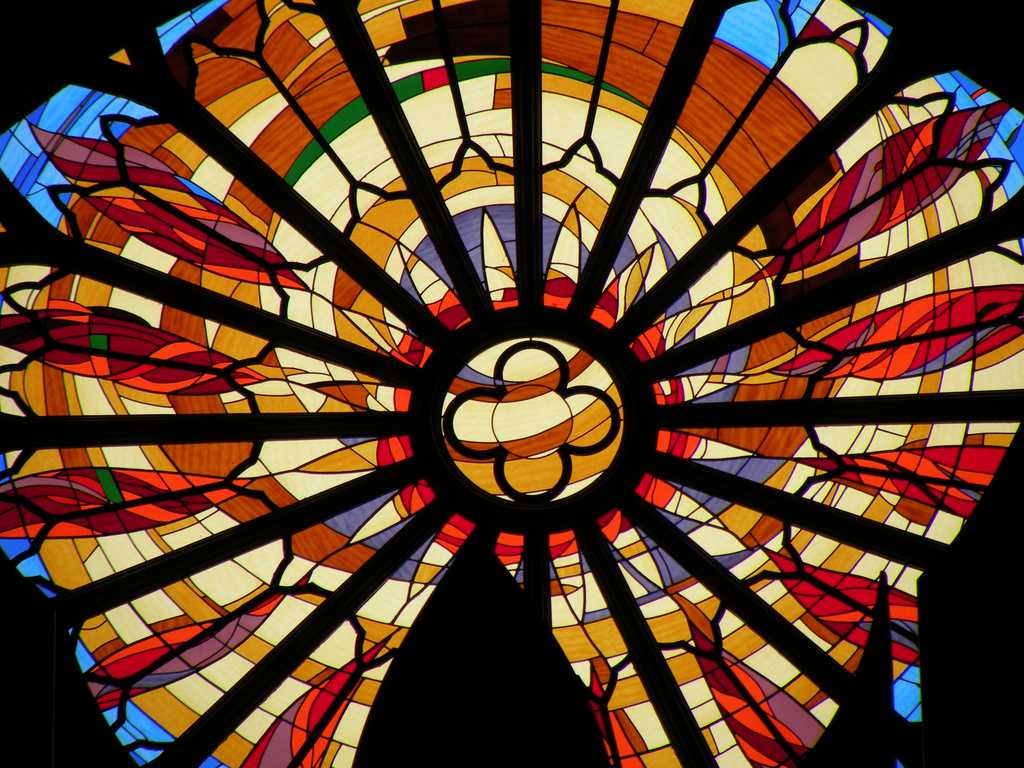
Diseño del rosetón.

Cuenta con grandes vitrales de diseño modernista realizados por el artista carmelita Gerardo López Bonilla, en los que representa «Los Misterios del Rosario», referentes a los sucesos significativos en la vida de María y Jesús. El espacio que ocupan los vitrales es algo mayor a 1400 m².

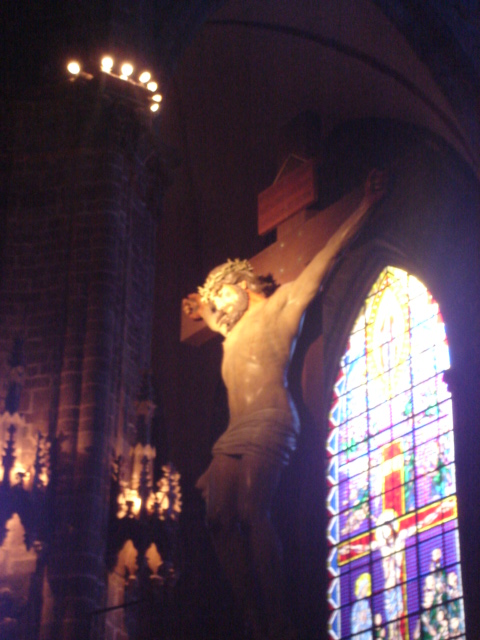
«El cristo del tercer milenio».

#### Crucifijo
Ubicada en el presbiterio, es una escultura de Cristo crucificado de 3,5 m de altura, tomando en cuenta la cruz. La cruz contiene en su base un relicario con Tierra Santa y es obra del escultor Carlos Espino. Se alza sobre una base de bronce representando los cinco continentes, que al mismo tiempo es un símbolo conmemorativo del jubileo del año 2000, obra del escultor Arturo Guevara.

#### Ábside

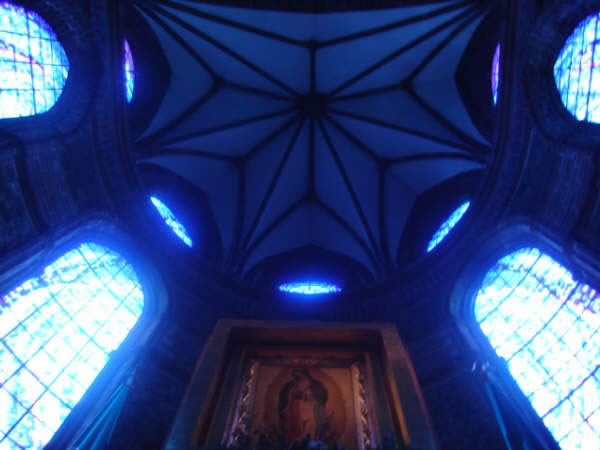
Las nervaduras del ábside, más finas.

El arquitecto Chávez de la Mora fue el encargado del diseño del ábside en el recinto. Tiene 220 m² de área y 36 m de alto. Al ser un elemento significativo del conjunto, le dotó de una mayor fuerza mística. Esta rodeado de cinco ventanales decorados con tiras de color blanco y azul esparcidas por el vitral, lo cual trata de hacer alusión a los efectos de los rayos de luz; arriba de los vitrales se encuentran otros cinco ventanales con los mismos colores pero circulares. Los efectos de los colores de los vitrales (colores marianos) generan una ocasión de recogimiento y misticismo. Asimismo, presenta dos entradas en la girola, que tratan de dar la impresión de entrar en una cripta. Al ábside se ingresa por una escalinata que fuerza al visitante a mirar de abajo arriba y a reclinarse ante el lienzo de la Virgen.

Visitar el Santuario Guadalupano es toda una experiencia. Ud. no puede admirar su interior sin dejarse llevar por un sentimiento religioso que le hace percibir la presencia de Dios; sin una invitación a acercarse al misterio; sin un intuir la dimensión sobrenatural.
Pbro. Raúl Ventura.

#### Altar mayor
Es la mesa de celebración diseñada en estilo postmoderno. En su concepción volumétrica intervino el arq. Chávez de la Mora. En un principio este diseño se presentó en concurso para reemplazar el viejo altar de la Catedral Metropolitana de la Ciudad de México. Está conformado en su base por 15 cubos fundidos en bronce y plateados, simbolizando a los 12 Apóstoles y los evangelistas y un cubo de dimensiones mayores para representar a Cristo Pantocrátor. En cada uno de ellos se ilustra en bajo relieve el nombre, algunos de los atributos personales y un fragmento del credo llamado de los Apóstoles, el cual se puede leer en su totalidad siguiendo el recorrido de los cubos. El trabajo iconográfico fue obra del escultor Arturo Guevara. En el centro de bronce dorado, el Cristo Pantocrátor se encuentra con un libro abierto en el que se lee «Vengan a mí»; en su parte posterior existe un relicario. Sobre esta base descansa una loza de mármol blanco de Carrara de 305×100×20 centímetros. La loza pesa casi 2 toneladas. La obra fue realizada en el taller de los escultores Jonathán y Arturo Guevara en la Ciudad de México.

#### Sede
Es el asiento del Presbítero presidente en la celebración de la eucaristía. Fue realizado en mármol blanco, con dos basamentos de bronce con dibujos en bajo relieve, una a cada lado, representando a San Pedro y a San Pablo, soportes de la Iglesia Católica. Es obra del escultor Arturo Guevara.  

#### Lienzo de la Virgen de Guadalupe

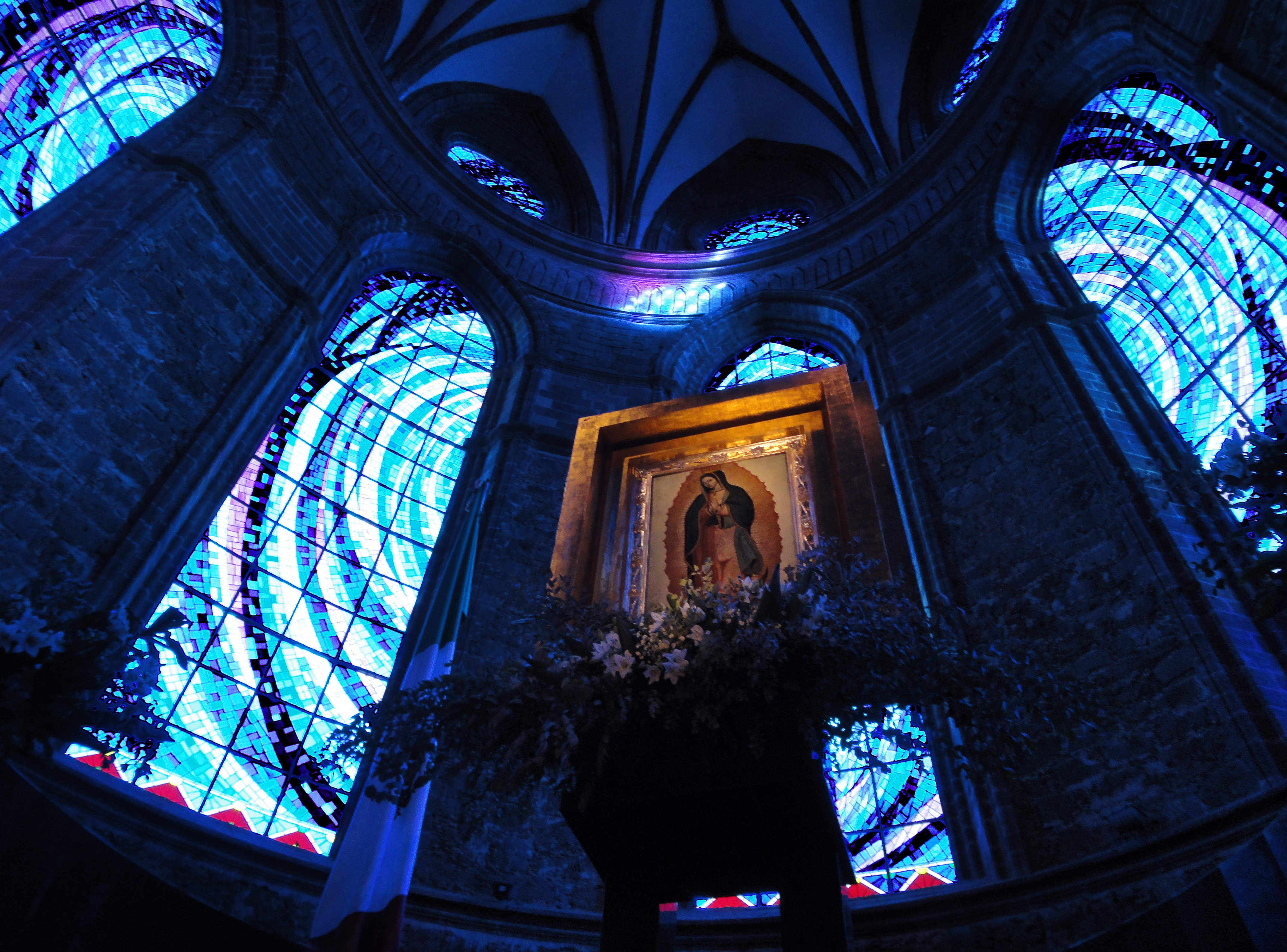
Ábside, con la virgen de Guadalupe expuesta.

Ocupa el lugar central del ábside. La llegada de la imagen al Santuario tiene su origen en la asociación «Adopte una Obra de Arte», la cual, en su primera sesión-fundación en Zamora, el 9 de junio de 1998, a través del Lic. Arturo Laris, recién nombrado presidente de la vocalía en Zamora, hizo públicamente la solicitud para poder ser ayudados a encontrar una imagen de la Virgen que pudiera estar en el recinto sacro. La imagen fue traída de la Ciudad de México el 5 de mayo de 1999. El lienzo es de autor desconocido. En el reverso tiene únicamente una M. Se ha dicho que es de Miguel Cabrera, sólo que al principio, cuando empezó a pintar guadalupanas, no se atrevía a poner su nombre completo. Tiene la fecha de 1765 y parece original.

#### Hornacinas y sus esculturas
De las 36 pilastras del interior, 24 de esas pilastras presentan hornacinas o nichos de cantera para la colocación de santos: 18 de ellas cuentan con dos hornacinas por pilastra y las 4 faltantes solo cuentan con una, por lo cual, al interior del templo, existen un total de 96 hornacinas, las cuales, al ser sumadas las otras 16 presentes en las fachadas, da como resultado un total de 112 hornacinas para estatuas. En ellos se han colocado esculturas de bronce, realizadas en la técnica de alto relieve con medidas de 210 centímetros de altura por 60 centímetros de ancho. Las estatuas tienen como tema la Comunión de los Santos, para lo cual se seleccionaron a los santos más representativos.  

## Véase también

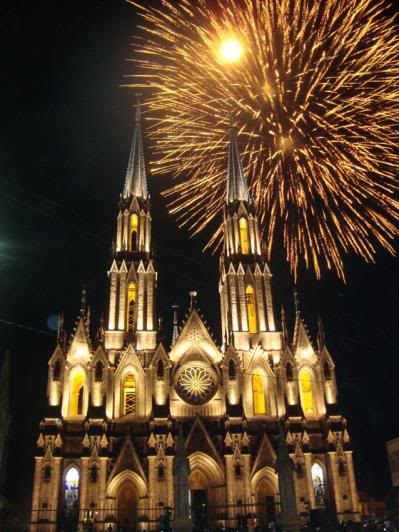
Santuario iluminado.